# 培元橋駅
培元橋駅（ばいげんきょうえき）は、中華人民共和国湖南省長沙市開福区にある1号線の駅である。

## 駅構造
- 1号線：島式ホーム1面

## 駅周辺
- 営盤路湘江隧道
- 長沙市第一医院
- 湖南財富中心
- 美美百貨